# Pararge appennina
Pararge appennina är en fjärilsart som beskrevs av Ruggero Verity 1953. Pararge appennina ingår i släktet Pararge och familjen praktfjärilar. Inga underarter finns listade i Catalogue of Life.